# Championnat de Chine de football de deuxième division 2015
Navigation
Édition précédente Édition suivante
La saison 2015 de Chinese League One est la douzième édition du championnat de Chine de D2. Deuxième niveau de la hiérarchie du football en Chine après la Chinese Super League, le championnat oppose seize clubs chinois en une série de trente rencontres.